# Ferhat Encü
Ferhat Encü (Gülyazı, 5 d'agost de 1985) és un polític kurd i antic membre del Parlament de Turquia per la província de Şirnex. Encü és conegut per un discurs que va pronunciar el 2016 al Parlament d'Ankara, on hi va criticar el govern turc per la seva violència i maltractament als kurds. Després d'aquest discurs Encü va ser arrestat i desposseït de la seva immunitat parlamentària.

## Biografia
Encü va néixer el 5 d'agost de 1985 al poble de Gülyazı al districte d'Uludere de la província de Şirnex, Turquia. Va assistir i es va graduar a l'escola secundària a Turquia i té un bon nivell de kurd. El 2009, Encü va començar a estudiar a la Universitat de Çukurova a Adana, tot i que va fer un parèntesi en els seus estudis per centrar-se en la denúncia de l'atac aeri de Roboski després de 2011. Durant la massacre de Roboski, havia perdut a 11 familiars. Posteriorment va iniciar una carrera política a Turquia i el 7 de juny de 2015 va ser elegit diputat pel Partit Democràtic del Poble (HDP), i reelegit a les eleccions anticipades de l'1 de novembre de 2015.

## Carrera política i processament
En els anys posteriors a l'atac aeri de Roboski, Ferhat Encü va estar lluitant activament per a fer justícia.[8] Inicialment, Encü va ser el portaveu oficial de les víctimes amb l'ajuda del seu germà petit Veli Encü, i després va seguir una carrera al govern turc com a legislador per a poder iniciar una investigació oficial legítima sobre la massacre de Roboski. Tanmateix, la pertinença d'Encü al Parlament turc es va veure truncada a finals de 2016 quan va ser arrestat i condemnat per "fer propaganda per a una organització terrorista".

### Discurs d'Encü a Ankara
A principis de febrer de 2016, Ferhat Encü va pronunciar dins del parlament a Ankara un discurs molt crític amb el govern turc pel seu maltractament al poble kurd. En aquest discurs va fer referència específicament a la massacre de Roboski i al conflicte en curs del govern turc amb el PKK. Durant el discurs de sis minuts Encü va ser constantment interromput pels crits dels diputats del Parlament turc, que l'acusaven d'afiliació terrorista, traïció i, fins i tot, el van arribar a amenaçar. Finalment, va esclatar una baralla al parlament quan es va saber que membres del Partit de la Justícia i el Desenvolupament (AKP) havien empès Encü mentre l'acusaven de donar suport a una organització terrorista. Alguns mitjans van informar que, fins i tot, hi va haver cops de puny i bufetades. Encü ja era conegut per la seva oposició al govern turc per la violència contra els kurds.

### Detenció
En els anys previs a aquest cèlebre discurs, Encü havia estat implicat en qüestions polítiques i legals amb força freqüència. Durant la investigació contra Encü, després de la massacre de Roboski, el van acusar d'agressió contra el governador del districte d'Uludere i va ser arrestat i detingut.
Després del seu discurs a Ankara, Encü va tornar a ser detingut i posat sota presó preventiva fins al novembre, quan va ser condemnat oficialment per apartar els ciutadans del servei militar, propaganda terrorista, incitació a l'animadversió, entrada en zones militars prohibides i intent d'assassinat d'un funcionari públic per exercir el seu deure. Després de la condemna, Encü va ser desposseït de la immunitat parlamentària i empresonat a la presó de tipus F de Kandira. Segons la constitució de Turquia, qualsevol condemna que impliqui acusacions de terrorisme exclou la dictadura parlamentària. Encü va ser un dels nou diputats kurds de l'HDP que van ser arrestats arran de la proposta de llei sobre l'aixecament de les immunitats parlamentàries dels diputats de l'HDP pels quals es va emetre un resum del procediment. El 13 de novembre de 2017, els nou diputats de l'HDP romanien encara entre reixes.

### Alliberament
En un judici separat que va concloure el 2018, Encü va ser condemnat a 10 mesos de presó per insultar el govern. Va ser alliberat el juny de 2019, després de completar la seva condemna.
El fiscal de l'Estat al Tribunal de Cassació de Turquia, Bekir Şahin, va presentar una demanda davant el Tribunal Constitucional el 17 de març de 2021, demanant per a Encü i 686 polítics més de l'HDP una inhabilitació de cinc anys. La demanda es va presentar juntament amb la sol·licitud de tancament de l'HDP a causa dels presumptes vincles organitzatius amb el PKK.